# Српске студије (часопис)
Српске студије је српски научни часопис који објављује радове из српске историје.
Издавач је Центар за српске студије при Филозофском факултету Универзитета у Београду. Часопис излази једном годишње и први број је изашао 2010. године.

## Редакција
Редакцију часописа чине домаћи и страни научници: проф. др Радош Љушић, проф. др Војин Дабић, проф. др Сузана Рајић, проф. др Милош Јагодић, проф. др Дејан Микавица (Филозофски факултет, Нови Сад), проф. др Владан Гавриловић (Филозофски факултет, Нови Сад), Др Људмила Васиљевна Кузмичева (Историјски факултет, Московски Државни универзитет М. В. Ломоносов, Москва), Др Венди Брејсвел (Школа за словенске и источноевропске студије, Лондон), Др Константин Владимирович Никифоров (Институт за славистику, Руска академија наука, Москва), Др Иван Парвев (Историјски факултет, Универзитет Св. Климент Охридски, Софија), Др Јан Пеликан (Филозофски факултет, Карлов универзитет, Праг), Др Иван Балта (Филозофски факултет, Свеучилиште Ј. Ј. Штросмајера, Осијек).
Секретар редакције је Др Данко Леовац.